# Ressources Métanor
Ressources Métanor inc. était une société minière québécoise spécialisée dans l’exploration, la mise en valeur et l’exploitation de gisements aurifères. Fondée à Val-d'Or, l’entreprise a été active principalement dans le Nord-du-Québec, notamment sur le site de la mine Bachelor, situé près de Desmaraisville, dans la région d’Eeyou Istchee Baie-James. Métanor a mené plusieurs campagnes d'acquisition et d’exploration entre les années 2000 et 2010.
L’entreprise a été particulièrement active à la mine Bachelor, acquise en 2004, où elle a entrepris d’importants travaux de modernisation entre 2005 et 2010. La production d’or y a repris en 2012 avec la coulée d’un premier lingot, et la mine a atteint le stade de production commerciale en décembre 2013.
En 2018, Ressources Métanor a fusionné avec Ressources Bonterra, une société également active dans le secteur aurifère. Cette fusion a permis à Bonterra d'acquérir les infrastructures minières de Métanor, notamment l’usine attenante à la mine Bachelor. En 2022, Bonterra a toutefois pris la décision de cesser le pompage à la mine Bachelor pour se concentrer sur d'autres projets, notamment Windfall et Gladiator.

## Historique
L'entreprise a été fondée à Val-d’Or, en Abitibi-Témiscamingue. L’entreprise s’est rapidement concentrée sur le développement de projets aurifères dans le Nord-du-Québec. En 2004, elle a acquis la mine Bachelor, une ancienne mine d’or exploitée de 1982 à 1989, puis laissée en sommeil,. Entre 2005 et 2010, Métanor a entrepris des travaux de réhabilitation majeurs sur les infrastructures de surface et souterraines du site, notamment la remise à neuf de l’usine de traitement, du chevalement, de la salle de treuil, des bureaux, et de l’installation d’un système de récupération d’or par charbon en pulpe,.
En parallèle, Métanor a procédé à plusieurs acquisitions stratégiques. En 2007, elle a acquis des actifs de Ressources Murgor, dont une participation dans la propriété Barry I, des concessions sur Barry Unifié (co-détenues avec Freewest Canada) ainsi qu’une option pour acquérir jusqu’à 70% de la propriété Nelligan. Elle a également accéléré l’acquisition d’une participation de 50% dans la propriété Bachelor détenue par Halo Resources.
Au fil des années, la société a intensifié ses travaux de développement à la mine Bachelor. Le fonçage du puits principal, amorcé en novembre 2010, a permis d’atteindre une profondeur de 727 mètres à la fin de juillet 2011. De nouveaux niveaux souterrains ont été accessibles, permettant la réalisation d’un échantillonnage en vrac et de forages de définition.
En juin 2012, Métanor a complété l’échantillonnage en vrac de la mine Bachelor. Le 1er décembre 2013, l’entreprise a officiellement annoncé que le site avait atteint le stade de production commerciale,. En 2013, la production s’est élevée à 23 021 onces d’or, puis à 48 847 onces en 2014.

## Mines et projets

### Mine Bachelor
La mine Bachelor est située dans le canton de Le Sueur, à environ 225 km au nord-est de Val-d’Or, dans la région d’Eeyou Istchee Baie-James, à proximité des communautés de Desmaraisville et de Waswanipi,,. Initialement découverte en 1946 par O’Brien Gold Mines Ltd., elle a été exploitée une première fois de 1982 à 1989, produisant 130 341 onces d’or,.
Ressources Métanor a acquis la mine en 2004 et y a entrepris des travaux de modernisation entre 2005 et 2010, notamment la réfection complète des infrastructures de surface, l’implantation d’un système de traitement par charbon en pulpe, ainsi que la construction d’un campement pour 200 travailleurs,. Le puits principal, prolongé jusqu’à 727 mètres de profondeur, dessert quatorze niveaux d’exploitation souterraine. Les sept premiers sont accessibles par un puits à trois compartiments, et les suivants par un puits à quatre compartiments.
Le 1er décembre 2013, la mine a atteint le stade de production commerciale. La méthode d’exploitation utilisée est l’abattage par longs trous, sur des veines subverticales. L’usine de traitement attenante, d’une capacité de 750 à 800 tonnes par jour, possède un bassin de résidus de 50 hectares ainsi qu’un bassin de polissage de 5 hectares. L’ensemble des installations disposait des autorisations sociales et environnementales nécessaires à l’exploitation,.
Le minerai issu de gisements voisins, notamment celui de Barry, a également été traité à l’usine Bachelor, grâce à une autorisation ministérielle délivrée en juillet 2012.

### Projet Barry
La propriété Barry est située à proximité de la mine Bachelor. Métanor en a acquis des intérêts à partir de 2007, notamment par l’achat de concessions à Murgor et Freewest. Une mise à jour de l’estimation des ressources minérales, réalisée en juin 2016 par Géoservices Goldminds Inc., évaluait les ressources mesurées et indiquées à 305 400 onces d’or à une teneur moyenne de 1,13 g/t, et les ressources présumées à 1,046 million d’onces à 1,02 g/t.
Une étude économique préliminaire était en cours en 2016, et une partie du minerai extrait du site Barry a été transportée pour traitement à l’usine Bachelor, à raison de 300 tonnes par jour selon les prévisions de Métanor,.

### Projet Moroy
Le projet Moroy, situé à proximité immédiate de la mine Bachelor, regroupe 12 cellules minières totalisant 578 hectares. Il présente un fort potentiel aurifère lié à des veines en cisaillement, des stockwerks, ainsi que des minéralisations disséminées.
Depuis juillet 2015, Métanor y a foré plus de 225 sondages totalisant 48 611 mètres, mettant en évidence plusieurs zones aurifères, dont les zones « Sud » et « XTremS ». Les teneurs en or sont associées à des corridors de déformation, une altération hématitique et siliceuse, ainsi qu’à une pyritisation fine.
Le contexte géologique du secteur Moroy présente plusieurs similarités avec celui de la mine Bachelor, tant sur le plan lithologique que structural.

### Projet Nelligan
Le projet Nelligan, composé de 58 claims couvrant 2 881 hectares, est situé immédiatement à l’ouest de la mine Bachelor. Métanor y détenait une option pour acquérir jusqu’à 70% d’intérêt.
Des travaux réalisés par Ressources Murgor en 2006 avaient révélé des intersections aurifères prometteuses, atteignant notamment 582 g/t Au sur 0,53 mètre. Métanor a poursuivi l’exploration avec des campagnes de décapage et de compilation géologique dans le but de lancer un programme de forage ciblé.

## Accidents et enquêtes

### Accident de 2009 à la mine Bachelor
Le 30 octobre 2009, un accident est survenu à la mine Bachelor. Trois mineurs sont morts noyés après que la cage d’ascenseur dans laquelle ils descendaient vers les niveaux 11 et 12 de la mine eut été submergée par une importante inondation souterraine,.
L'accident s’est produit alors que les trois hommes effectuaient des travaux de remise en état dans la mine, qui n'était pas encore en production. Les recherches ont été rendues difficiles par la quantité d'eau accumulée à plus de 480 mètres sous terre. Le 3 novembre 2009, les corps ont été retrouvés.
Les enquêtes de la CSST et de la Sûreté du Québec ont rapidement pointé des défaillances importantes en matière de sécurité, notamment l’absence d’inspections régulières, l’inaction face à des signaux d’alarme désactivés, et une mauvaise gestion des risques liés à la montée des eaux,,. L’alarme de niveau d’eau, normalement active, avait été déconnectée manuellement.
En 2010, la CSST a blâmé Métanor pour une gestion inadéquate des dangers présents dans la mine, concluant que l’entreprise avait mis en danger la sécurité de ses travailleurs. Une poursuite civile de 1,1 million de dollars a été intentée par la conjointe de l’une des victimes.
En septembre 2016, un procès pour négligence criminelle a débuté au palais de justice de Val-d'Or. La Couronne alléguait un manquement grave aux obligations de sécurité de la part de l’entreprise, notamment l'absence de directives précises et de responsables identifiés,. Toutefois, en décembre 2017, la Cour du Québec a acquitté Ressources Métanor des accusations de négligence criminelle causant la mort,.
Le juge Gilles Ouellet a reconnu que plusieurs erreurs graves avaient été commises, notamment la non-vérification du niveau d’eau avant la descente, le débranchement des sondes d’alarme, et un défaut sur un tuyau de pompage, mais a estimé que la preuve ne permettait pas de conclure à une négligence criminelle de la part des cadres supérieurs de l’entreprise.

### Accident de 2015
Un deuxième accident mortel est survenu le 9 août 2015 dans l’atelier mécanique de la mine Bachelor. Un mécanicien de 50 ans a été écrasé par la benne d’une auto-pelleteuse alors qu’il procédait à son assemblage. Il se trouvait dans la zone d’abaissement de la benne, laquelle était maintenue en position levée sans dispositif de retenue mécanique,.
L’enquête de la CNESST a révélé que l'accident avait été causé par une méthode de travail improvisée et l'absence de sécurisation de la benne, qui pesait plus de 1 200 livres. La victime a été mortellement coincée entre la benne et le châssis du véhicule par une force évaluée à 3 500 newtons.
En réaction, la CNESST a exigé l’interdiction immédiate de toute opération de maintenance sous les bennes non sécurisées, et imposé à l’employeur de revoir ses procédures de travail.

## Fusion avec Bonterra et cessation des activités
En 2018, Ressources Métanor a officiellement fusionné avec la société Ressources Bonterra, un autre acteur du secteur aurifère québécois. Cette fusion a été présentée comme une opportunité de combiner les forces complémentaires des deux entreprises : les infrastructures de production détenues par Métanor, en particulier l’usine de traitement attenante à la mine Bachelor, et les actifs d’exploration prometteurs de Bonterra, comme les projets Windfall, Gladiator et Barry.
À la suite de la fusion, Bonterra a poursuivi les efforts de développement dans la région, en mettant notamment à profit les installations de Métanor pour traiter le minerai issu de ses propres gisements.
Cependant, l’exploitation de la mine Bachelor a de nouveau été suspendue en 2022, lorsque Bonterra a pris la décision de cesser le pompage de la mine. Cette mesure visait à réduire les coûts d’entretien estimés entre 25 et 30 millions de dollars par année. Le site a donc été inondé, une décision jugée nécessaire pour concentrer les ressources de l’entreprise sur des projets jugés plus stratégiques.
Ainsi, la fusion de 2018 marque la fin officielle des activités de Ressources Métanor en tant qu’entreprise indépendante. Ses actifs, notamment les infrastructures de Bachelor, sont désormais intégrés au portefeuille de Bonterra, qui espère devenir un producteur aurifère d’envergure dans la région du Nord-du-Québec.